# Hauptausschuss
Als Hauptausschuss wird ein repräsentativ zusammengesetzter Teil eines Parlaments oder eines sonstigen größeren Gremiums bezeichnet. Manche Parlamente besitzen permanente Hauptausschüsse, deren Zuständigkeiten in der Verfassung oder  Geschäftsordnung des Parlaments geregelt sind. Beispielsweise kann dies die inhaltliche Vorbereitung der Vollversammlungen des Parlaments oder die Klärung verfassungsrechtlicher Fragen beinhalten. Ein Hauptausschuss kann auch für eine begrenzte Zeit eingesetzt werden um die Aufgaben anderer Ausschüsse bis zu deren Konstituierung zu übernehmen. Dies ist zum Beispiel manchmal im Deutschen Bundestag der Fall.
Nationalparlamente haben neben den Hauptausschüssen noch eine größere Anzahl von Fachausschüssen, die sich im Allgemeinen nach den Zuständigkeiten der Ministerien gliedern – zum Beispiel Justiz-, Verteidigungs- und Sozialausschuss.

## Österreich
Der Hauptausschuss des Nationalrates ist ein parlamentarisches Organ des Nationalrats, das an der Vollziehung des Bundes mitwirkt. Er hat etwa 30 Mitglieder.

## Deutschland

### Bundesebene
Vom 28. November bis zum 19. Dezember 2013 bestand im Bundestag ein Hauptausschuss. Grund waren die langwierigen Koalitionsverhandlungen, die die Bildung regulärer Ausschüsse verzögerten. Der Hauptausschuss wurde auf Antrag der Fraktionen von CDU/CSU und SPD eingerichtet; die Fraktionen von Die Linke und Bündnis 90/Die Grünen stimmten gegen dessen Bildung und forderten die Einrichtung der regulären Ausschüsse unabhängig vom Fortgang der Koalitionsverhandlungen. Dem Ausschuss gehörten je 47 ordentliche und stellvertretende Mitglieder an, von denen die CDU/CSU-Fraktion 23, die SPD-Fraktion 14, die Fraktion DIE LINKE 5 und die Fraktion BÜNDNIS 90/DIE GRÜNEN ebenfalls 5 Mitglieder entsendete. Er wurde mit Bildung der ständigen Ausschüsse aufgelöst.
Auch nach der Bundestagswahl 2017 stimmte der Bundestag aufgrund der schwierigen Regierungsbildung am 21. November 2017 für die Einsetzung eines Hauptausschusses. Mit der Konstituierung der 23 ständigen Ausschüsse am 31. Januar 2018 ist der Hauptausschuss aufgelöst worden.

#### 20. Legislaturperiode
Nach der Bundestagswahl 2021 stimmte der Bundestag am 11. November 2021 für die Einsetzung eines Hauptausschusses. Diesem gehören jeweils 31 ordentliche und stellvertretende Mitglieder an. Die SPD erhält 9 Sitze, CDU/CSU 8, die Fraktion BÜNDNIS 90/DIE GRÜNEN 5, die FDP 4, die AfD 3 und die Linke 2.
| Name                    | Fraktion              |
| ----------------------- | --------------------- |
| Heike Baehrens          | SPD                   |
| Sören Bartol            | SPD                   |
| Bernd Baumann           | AfD                   |
| Heike Brehmer           | CDU/CSU               |
| Agnieszka Brugger       | Bündnis 90/Die Grünen |
| Marco Buschmann         | FDP                   |
| Sabine Dittmar          | SPD                   |
| Katharina Dröge         | Bündnis 90/Die Grünen |
| Susanne Ferschl         | Die Linke             |
| Thorsten Frei           | CDU/CSU               |
| Hermann Gröhe           | CDU/CSU               |
| Michael Grosse-Brömer   | CDU/CSU               |
| Andreas Jung            | CDU/CSU               |
| Maria Klein-Schmeink    | Bündnis 90/Die Grünen |
| Oliver Krischer         | Bündnis 90/Die Grünen |
| Christian Lindner       | FDP                   |
| Gesine Lötzsch          | Die Linke             |
| Rüdiger Lucassen        | AfD                   |
| Katja Mast              | SPD                   |
| Susanne Mittag          | SPD                   |
| Stefan Müller           | CDU/CSU               |
| Achim Post              | SPD                   |
| Dennis Rohde            | SPD                   |
| Carsten Schneider       | SPD                   |
| Nadine Schön            | CDU/CSU               |
| Martin Sichert          | AfD                   |
| Bettina Stark-Watzinger | FDP                   |
| Stephan Stracke         | CDU/CSU               |
| Florian Toncar          | FDP                   |
| Konstantin von Notz     | Bündnis 90/Die Grünen |
| Dirk Wiese              | SPD                   |

### Landesparlamente
Gremien mit der Bezeichnung Hauptausschuss sind in vier deutschen Landesparlamenten errichtet. 

#### Berlin
Im Abgeordnetenhaus von Berlin hat der Hauptausschuss 27 Mitglieder und ist für das Haushalts- und Finanzwesen zuständig. Er berät über den Haushaltsgesetzentwurf und ihm werden alle haushaltsrelevanten Vorlagen an das Abgeordnetenhaus und Anträge zur Beratung oder Mitberatung überwiesen. Fünf Unterausschüsse widmen sich den Themen Beteiligungsmanagement und -controlling, Bezirke, Haushaltskontrolle, Produkthaushalt und Personalwirtschaft sowie Vermögensverwaltung. Auf Ebene der Landesverfassung sind Einrichtung oder Aufgaben des Hauptausschusses nicht spezifisch geregelt.

#### Brandenburg
Die Landesverfassung von Brandenburg gibt keinen Hauptausschuss vor, seine Einrichtung erfolgt auf Basis der Geschäftsordnung des Landtags, in der fünften Wahlperiode geregelt durch § 73 (1) der Geschäftsordnung. Zu seinen Zuständigkeiten gehören die Berichte des Landesbeauftragten für die Aufarbeitung der Folgen der kommunistischen Diktatur (§ 53 GO), Immunitätsangelegenheiten (§ 54 GO), Angelegenheiten der Verfassungsgerichtsbarkeit (§ 55 und 91 GO) sowie laut § 75 GO „Verfassungsfragen, Bundesangelegenheiten, die Gestaltung der Beziehungen zwischen Brandenburg und Berlin sowie die Medienpolitik; er behandelt darüber hinaus andere politisch grundsätzliche Angelegenheiten, ihm durch Gesetz übertragene Aufgaben sowie Geschäftsordnungsangelegenheiten grundsätzlicher Art.“

#### Hessen
In Hessen ist der Hauptausschuss ein ständiger Ausschuss, seine Aufgaben sind in Artikel 93 der Hessischen Verfassung geregelt. Wörtlich heißt es: „Dieser Ausschuß hat, während der Landtag nicht versammelt ist und zwischen dem Ende einer Wahlperiode oder der Auflösung des Landtags und dem Zusammentritt des neuen Landtags, die Rechte der Volksvertretung gegenüber der Landesregierung zu wahren. Er hat auch die Rechte eines Untersuchungsausschusses.“ Der Hauptausschuss des Hessischen Landtags ist ferner für Immunitätsfragen und für Angelegenheiten des Bundesrats zuständig. Er befasst sich mit verfassungsrechtlichen Fragen, mit Themen, die aus Sicherheitsgründen vertraulich zu behandeln sind und ist für Themen des Hörfunks und des Fernsehens zuständig. Er steuert und koordiniert Aufgaben, die sich aus einer Verwaltungsreform ergeben und ist eingebunden in Verteidigungsangelegenheiten. Schließlich pflegt dieser Ausschuss die Beziehungen zu den anderen Landesparlamenten und zu den hessischen Partnerschaftsregionen.

#### Nordrhein-Westfalen
Die Einrichtung eines Hauptausschusses im Landtag Nordrhein-Westfalen ist durch Artikel 40 der Landesverfassung vorgegeben: „Der Landtag bestellt einen ständigen Ausschuß (Hauptausschuß). Dieser Ausschuß hat die Rechte der Volksvertretung gegenüber der Regierung zu wahren, solange der Landtag nicht versammelt ist. Die gleichen Rechte stehen ihm zwischen dem Ende einer Wahlperiode oder der Auflösung des Landtags und dem Zusammentritt des neuen Landtags zu. Er hat in dieser Zeit die Rechte eines Untersuchungsausschusses. (…)“ Dem Hauptausschuss gehörten in der 16. Wahlperiode 25 Abgeordnete an. Weitere Zuständigkeiten sind durch die Geschäftsordnung des Landtags geregelt. Zu ihnen zählen Bundes- und Bundesratsangelegenheiten, Staatsverträge, Abgeordnetenrecht sowie die Themen Landesverfassung, Verfassungsschutz und Kirchen. Bei den Haushaltsberatungen befasst sich der Hauptausschuss mit dem Etat des Landtags und des Ministerpräsidenten. Seit der 14. Wahlperiode ist ihm auch die in § 51 (4) der Geschäftsordnung 16. WP geregelte dringliche Beschlussfassung in Bundesrats- und Europaangelegenheiten zugewiesen.

### Kommunale Ebene
In einigen Bundesländern schreibt die Gemeindeordnung vor, dass Gemeinden einen Hauptausschuss einrichten müssen, der unter anderem die Arbeit der Ausschüsse koordiniert. Dies ist etwa in Nordrhein-Westfalen und für hauptamtlich verwaltete Gemeinden in Schleswig-Holstein der Fall.